# ليونيد شموتس
ليونيد شموتس (مواليد 8 أكتوبر 1948) هو لاعب كرة قدم. لعب مع منتخب الاتحاد السوفييتي لكرة القدم. سبق له أن لعب في كأس العالم لكرة القدم مع منتخب بلاده.

## روابط خارجية
- ليونيد شموتس على موقع الاتحاد الدولي (مؤرشف)  (الإنجليزية)
- ليونيد شموتس على موقع قاعدة بيانات كرة القدم.إي يو (الإنجليزية)
- ليونيد شموتس على موقع ناشيونال فوتبول تيمز (الإنجليزية)